# Римокатоличка црква Безгрешне Девице Марије у Бачкој Тополи
Римокатоличка црква Похођење Блажене Дјевице Марије у Бачкој Тополи припада Суботичкој бискупији Римокатоличке цркве.
Црква је завршена 1906. године по плановима Ференца Рајхла, у неоготском стилу. Спада у ред наијмпресивнијих примера сакралне архитектуре на територији наше земље са висином торња од 72,7m и капацитетом од 5.000 људи.
Интересантно је да је приликом изградње стубова коришћен армирани бетон, што је био новитет у тадашње време и представља велику вредност цркве.